# Schiehallion
Lo Schiehallion (1.083 m s.l.m.) è un'importante montagna in Perth e Kinross, in Scozia.

## Descrizione
Lo Schiehallion è caratterizzarto da una ricca flora, un'interessante archeologia e una forma simmetrica.

## Esperimento scientifico
Il monte occupa un posto unico nella storia scientifica per l'esperimento del XVIII secolo, progettato in gran parte da Henry Cavendish e eseguito da Nevil Maskelyne, svolto per tentare di pesare il mondo, ovvero per misurare la densità della Terra. 

## Ambiente
La popolarità della montagna tra gli escursionisti ha portato a un'importante erosione dei suoi sentieri e ampi lavori di ripristino sono stati intrapresi nel 2001.